# Judeoberberski jezik
Judeoberberski jezik (ISO 639-3: jbe), jezik atlaske podskupine sjevernoberberskih jezika koji se izvorno govorio na Visokom Atlasu u središnjem i južnom Maroku.
Suvremena populacija govornika iznosi oko 2 000, a gotovo svi žive u Izraelu, kamo su se iselili između 1950. i 1960. godine. Danas ga govore uglavnom starije osobe. Pismo hebrejsko.

## Vanjske poveznice
- Ethnologue (14th)
- Ethnologue (15th)